# Brídín Brennan
Brídín Ní Bhraonáin je irska pop-pjevačica rođena 1968. godine u mjestu Dobhar u Dhún na nGallu. Udana je za australskoga PR managera Camerona Campbella. 20. siječnja 2007. godine postala je majka djevojčice Sinéad.

## Glazbena karijera
Svoje glazbeno iskustvo stekla je prateći obiteljsku grupu Clannad na njihovim mnogobrojnim turnejama diljem svijeta i s njima snimajući njihove najuspješnije albume. Zajedno je sa sestrom Máire Ní Bhraonáin gostovala u mnogobrojnim televizijskim emisijama, poput Later... with Jools Holland u Ujedinjenome Kraljevstvu. Snimila je i jedan vlastiti album - Eyes of Innocence 2005. godine s dva radijska hit-singla: Hang On i You Can't Hurt Me.